# Moonlight tower

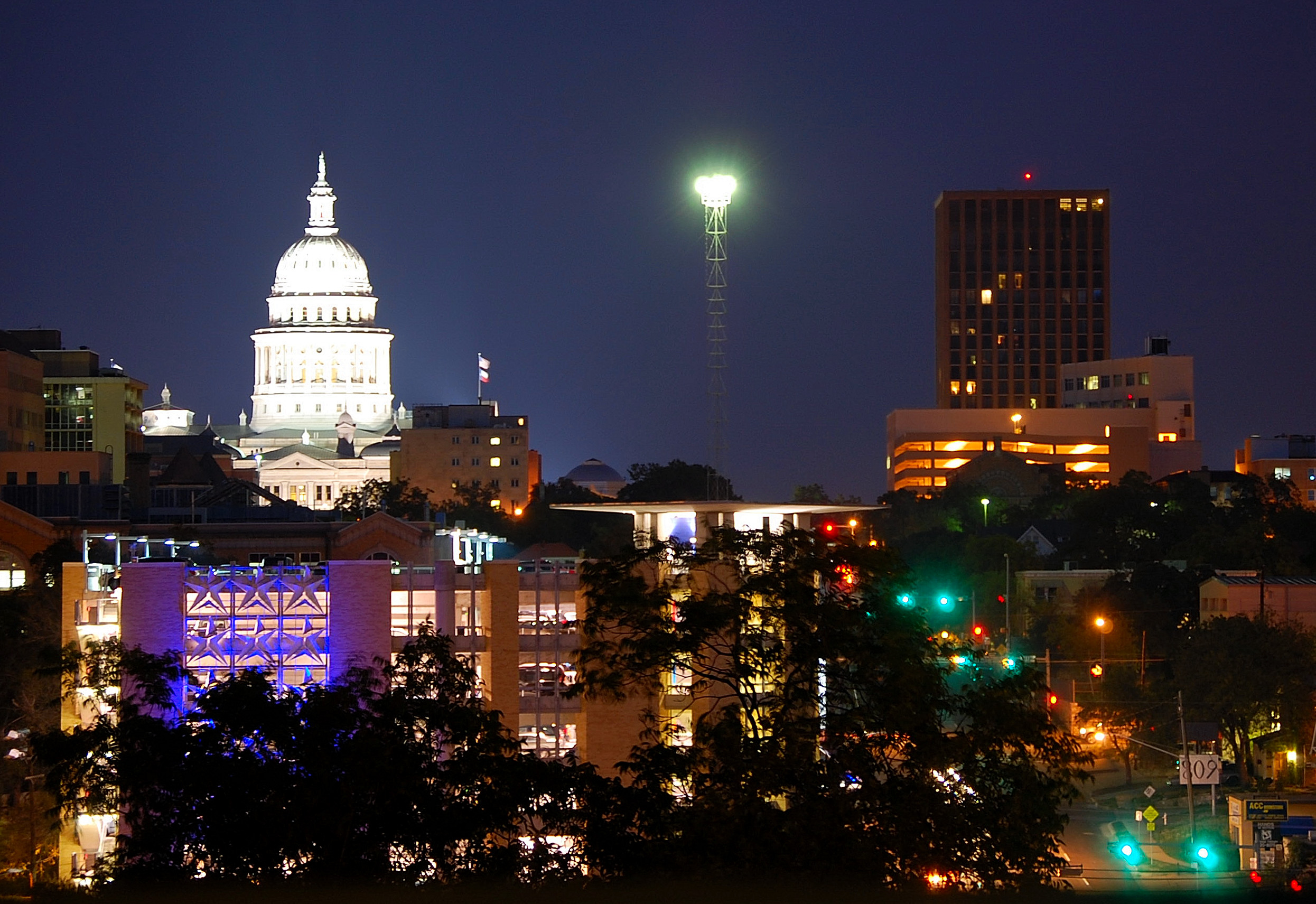
Een maanlichttoren in Austin, Texas (2009)

Een moonlight tower or moontower (Nederlands: maanlichttoren of maantoren) is een type straatverlichting die is ontworpen om 's nachts delen van een dorp of stad te verlichten.
Alleen de torens in Austin, Texas, werden historisch gezien 'moonlight towers' genoemd. Deze term dateert uit het midden van de 20e eeuw, alhoewel het licht van de torens met maanlicht werd vergeleken sinds ze in 1895 werden geïnstalleerd.
De torens waren eind 19e eeuw populair in steden in de Verenigde Staten. En werden het meest toegepaste in de jaren 1880 en 1890. 
Op sommige plaatsen werden ze gebruikt wanneer standaard straatverlichting, waarbij gebruik werd gemaakt van kleinere, kortere en talrijkere lampen, onpraktisch duur was. Op andere plaatsen werden ze gebruikt als aanvulling op de gasstraatverlichting. De torens zijn ontworpen om gebieden van vaak meerdere blokken tegelijk te verlichten, volgens het "high light"-principe. In de torens werd voornamelijk gebruik gemaakt van booglampen, bekend om hun uitzonderlijk helder en hard licht. Toen elektrische straatverlichting met gloeilampen steeds gebruikelijker werd, begon het aantal torens af te nemen.